# Dysodia traumatias
Dysodia traumatias är en fjärilsart som beskrevs av Dyar 1913. Dysodia traumatias ingår i släktet Dysodia och familjen Thyrididae. Inga underarter finns listade i Catalogue of Life.